# Sobór Zmartwychwstania Pańskiego w Wołokołamsku
Sobór Zmartwychwstania Pańskiego – prawosławny sobór w Wołokołamsku, wzniesiony w 1480 w obrębie Kremla wołokołamskiego.
Inicjatorem budowy soboru był książę Borys Wołocki, obiekt został ukończony w 1480 w stylu staroruskim. Na przełomie XVIII i XIX wieku obok świątyni dostawiona została dzwonnica, którą połączono z głównym gmachem. Wcześniej, w XVII wieku dokonano przeróbki wcześniejszych fresków wykonanych bezpośrednio po zakończeniu budowy cerkwi. Sobór był czynny do 1930, kiedy został odebrany Rosyjskiemu Kościołowi Prawosławnemu i zaadaptowany początkowo na technikum, a następnie na magazyn. W latach 1944–1947 sobór oraz sąsiadująca z nim cerkiew św. Mikołaja mieściły obóz jeniecki dla Niemców. Dopiero w 1969 świątynia została częściowo poddana konserwacji. Cerkiew została zwrócona prawosławnym w 1993, zaś w 2000 została siedzibą parafii.
Główna nawa soboru została wzniesiona na planie kwadratu, z pojedynczą kopułą położoną na owalnym bębnie, zwieńczoną złoconym krzyżem. Poniżej dachu soboru znajduje się rząd wąskich, półkolistych okien. Podobne, choć dłuższe okna znajdują się w bębnie. Wejście do soboru prowadzi przez skromny portal. Z głównym gmachem połączona jest pięciokondygnacyjna dzwonnica, zdobiona rzędami pilastrów i zwieńczona złoconą cebulastą kopułą z krzyżem. Powyżej dwóch kondygnacji z dzwonami znajduje się zegar.